# Saima Korhonen
Saima Korhonen (6 de marzo de 1893 – 29 de diciembre de 1983) fue una actriz y directora teatral finlandesa.

## Biografía
Su verdadero nombre era Saima Tikander, y nació en Víborg, Finlandia, ciudad que actualmente forma parte de Rusia, siendo sus padres David Tikander y Anna Maria Laihanen. 
Saima Korhonen fue actriz teatral en su ciudad natal, trabajando en el Työväen Teatterissa en 1916–1917 y en el Teatro Näyttämöllä en 1918–1923 y en 1926–1927. En el período 1923–1924 pasó a actuar al Kansan Näyttämö de Helsinki, participando más adelante en giras teatrales.
Entre las obras en las cuales actuó Korhonen figuran Elinan surma, Jääkärin morsian (de Sam Sihvo), La señorita Julia (de August Strindberg) y Peer Gynt (de Henrik Ibsen).
Korhonen fue también directora teatral, llevando al escenario obras como Juurakon Hulda, Syntipukki y Nummisuutarit.
Fue también actriz teatral, participando en tres películas. Fue Fiina en la comedia de Valentin Vaala Varaventtiili (1942), y tuvo dos papeles sin figurar en los créditos en el musical Poretta eli Keisarin uudet pisteet (1941) y en la comedia Uuteen elämään (1942). En esta última actuaba su esposo, el actor Aku Korhonen, con el que se casó en 1916 y se divorció en 1947.
Saima Korhonen falleció en el año 1983.